# بهره‌کاری
مرابحه یا بهره‌کاری در اقتصاد اسلامی نوعی از بیع (خرید و فروش) است. در این نوع معامله شخص معامله‌کننده با گرفتن مقداری از سود معامله را به دیگری واگذار می‌کند. این نوع قرارداد، قرارداد مبتنی بر قیمت تمام شده‌است.
ورود مرابحه به ادبیات بانکی از ماده ۹۸ قانون برنامه پنجم توسعه منشاء گرفته‌است. قانونگذار در قانون برنامه پنجم توسعه، به عقود مندرج در فصل سوم قانون عملیات بانکی بدون ربا، عقود دیگری را با عنوان عقود اسلامی استصناع- مرابحه- خرید دین- اضافه نموده است و در این قانون قید شده‌است که آیین‌نامه اجرایی این عقود باید به تصویب هیئت وزیران برسد.